# Коллективные действия
Коллективные действия — действия, предпринимаемые совместно группой людей, целью которых является улучшение их состояния и достижение общей цели, разновидность социального действия.
Это словосочетание, которое употребляется во многих областях социальных наук, соответственно термином не является, включая психологию, социологию, антропологию, политологию, экономику и так далее.

## Модель социальной идентичности
Исследователи Мартейн ван Зомерен, Том Постмес и Рассел Спирс провели метаанализ более 180 исследований коллективных действий в попытке интегрировать три доминирующие социально-психологические точки зрения, объясняющие предшествующие условия этого явления — несправедливость, эффективность и идентичность. В их итоговой обзорной статье 2008 года была предложена интегративная модель коллективной идентичности коллективных действий (SIMCA), которая учитывает взаимосвязи между тремя предикторами, а также их прогностические способности к коллективным действиям. Важным допущением этого подхода является то, что люди склонны реагировать на субъективные неблагоприятные состояния, которые могут вытекать или не вытекать из объективной физической и социальной реальности.

### Воспринимаемая несправедливость
Изучение коллективных действий через восприятие несправедливости первоначально основывалось на теории относительной депривации (RDT). RDT фокусируется на субъективном состоянии несправедливого неблагоприятного положения, предполагая, что участие в братских (групповых) социальных сравнениях с другими может привести к чувству относительной депривации, которое способствует коллективным действиям. Считается, что групповые эмоции, возникающие в результате воспринимаемой несправедливости, такие как гнев, мотивируют коллективные действия в попытке исправить состояние несправедливой депривации. Степень, в которой люди реагируют на эту депривацию, включает в себя несколько различных факторов и варьируется от чрезвычайно высокой до чрезвычайно низкой в разных условиях. Результаты мета-анализа подтверждают, что последствия несправедливости причинно предсказывают коллективные действия, подчеркивая теоретическую важность этой переменной.

### Воспринимаемая эффективность
Выходя за рамки RDT, ученые предположили, что в дополнение к чувству несправедливости люди также должны обладать объективными структурными ресурсами, необходимыми для мобилизации изменений посредством социального протеста. Важным психологическим событием стало то, что это исследование вместо этого было направлено на субъективные ожидания и убеждения в том, что объединённые усилия (коллективные действия) являются жизнеспособным вариантом для достижения групповых целей — это называется воспринимаемой коллективной эффективностью. Эмпирически показано, что коллективная эффективность причинно влияет на коллективные действия среди ряда групп населения в различных контекстах.

### Социальная идентичность
Теория социальной идентичности (SIT) предполагает, что люди стремятся достичь и поддерживать позитивную социальную идентичность, связанную с их членством в группах. В тех случаях, когда членство в группе находится в неблагоприятном положении (например, низкий статус), SIT включает три переменные в побуждение к коллективным действиям для улучшения условий для группы — проницаемость границ группы, легитимность межгрупповых структур и стабильность этих отношений. Например, когда группы, находящиеся в неблагоприятном положении, воспринимают межгрупповые статусные отношения как незаконные и нестабильные, прогнозируется, что произойдут коллективные действия в попытке изменить структуры статуса для улучшения положения группы, находящейся в неблагоприятном положении.
Результаты метаанализа также подтверждают, что социальная идентичность причинно-следственно предсказывает коллективные действия в различных контекстах. Кроме того, интегрированная SIMCA обеспечивает ещё одну важную роль социальной идентичности — роль психологического моста, формирующего коллективную основу, на основе которой может быть понята как коллективная эффективность, так и групповая несправедливость.

### Уточнение модели
В то время как существует убедительная эмпирическая поддержка причинно-следственной значимости ключевых теоретических переменных SIMCA для коллективных действий, в более поздней литературе рассматривается проблема обратной причинно-следственной связи, которая находит поддержку связанной, но отличной модели инкапсуляции социальной идентичности в коллективных действиях (EMSICA). Эта модель предполагает, что воспринимаемая групповая эффективность и воспринимаемая несправедливость обеспечивают основу, на которой возникает социальная идентичность, подчеркивая альтернативный причинно-следственный путь к коллективным действиям. Недавние исследования были направлены на интеграцию SIMCA с теорией межгрупповых контактов, а другие расширили SIMCA, объединив исследования морали с литературой о коллективных действиях.

## Общественное благо
Экономическая теория коллективных действий касается предоставления общественных благ (и другого коллективного потребления) посредством сотрудничества двух или более индивидов, а также влияния внешних факторов на поведение группы. Это чаще называют Общественным выбором. Книга Мансура Олсона 1965 года «Логика коллективных действий: общественные блага и теория групп» является важным ранним анализом проблем стоимости общественных благ.
Помимо экономики, теория нашла множество применений в политологии, социологии, коммуникации, антропологии и экологии.

### Проблема коллективных действий
Термин «проблема коллективных действий» описывает ситуацию, в которой все несколько человек выиграли бы от определённого действия, но имеют связанные с этим издержки, делающие маловероятным, что какой-либо человек может или будет предпринимать и решать его в одиночку. Идеальное решение состоит в том, чтобы предпринять это как коллективное действие, стоимость которого является общей. Ситуации, подобные этой, включают дилемму заключенного, проблему коллективных действий, при которой не допускается общение, проблему свободного водителя и трагедию общего пользования, также известную как проблема с открытым доступом.
Решения проблем коллективных действий включают взаимно обязательные соглашения, государственное регулирование, приватизацию и контракты на гарантии, также известные как краудакинг.

### Эксплуатация сильных слабыми
Манкур Олсон утверждал, что индивидуальный рациональный выбор приводит к ситуациям, когда люди с большими ресурсами будут нести более тяжелое бремя в обеспечении общественного блага, чем более бедные. У более бедных людей, как правило, не будет иного выбора, кроме как выбрать стратегию «безбилетника», то есть они будут пытаться извлечь выгоду из общественного блага, не внося свой вклад в его обеспечение. Это также может способствовать недостаточному производству (неэффективному производству) общественного блага.

### Институциональный дизайн
Хотя общественные блага часто предоставляются правительствами, это не всегда так. Различные институциональные проекты были изучены с целью уменьшения неудачи в сотрудничестве. Наилучший дизайн для данной ситуации зависит, среди прочего, от производственных затрат, функции полезности и эффектов совместной работы. Вот лишь некоторые примеры:

#### Совместные продукты
Модель совместного продукта анализирует совместный эффект присоединения частного блага к общественному благу. Например, налоговый вычет (частное благо) может быть привязан к пожертвованию на благотворительность (общественное благо).
Можно показать, что предоставление общественного блага увеличивается, когда оно привязано к частному благу, до тех пор, пока частное благо обеспечивается монополией (в противном случае частное благо предоставлялось бы конкурентами без связи с общественным благом).

#### Клубы
Некоторые институциональные структуры, например, права интеллектуальной собственности, могут ввести механизм исключения и искусственно превратить чистое общественное благо в нечистое общественное благо.
Если затраты на механизм исключения не будут выше, чем прибыль от сотрудничества, могут возникнуть клубы. Джеймс М. Бьюкенен показал в своей основополагающей статье, что клубы могут быть эффективной альтернативой правительственному вмешательству.
Нацию можно рассматривать как клуб, членами которого являются её граждане. Правительство тогда стало бы менеджером этого клуба.

#### Федеративная структура
В некоторых случаях теория показывает, что сотрудничество возникает спонтанно в небольших группах, а не в больших (см., например, число Данбара). Это объясняет, почему профсоюзы или благотворительные организации часто имеют федеративную структуру.

## Спонтанный консенсус
Исследователи разработали социологические модели того, почему существует коллективное действие, и изучили, при каких условиях оно возникает. В этом социальном измерении частным случаем общей проблемы коллективных действий является проблема коллективного соглашения: как группа агентов (люди, животные, роботы и т. д.) достигает консенсуса по поводу решения или убеждений в отсутствие центральной организации? Общие примеры можно найти в таких разнообразных областях, как биология (мурмурация, стаи и косяки рыб, а также общее коллективное поведение животных), экономика (пузыри на фондовом рынке) и социология (социальные соглашения и нормы) и другие.
Консенсус отличается от проблемы коллективных действий тем, что часто не существует явной цели, выгоды или затрат на действия, а скорее он связан с социальным равновесием вовлеченных лиц (и их убеждений). И это можно считать спонтанным, когда оно возникает без присутствия централизованного института среди заинтересованных в себе лиц.

### Размеры
Спонтанный консенсус можно рассматривать по 4 измерениям, включающим социальную структуру индивидов, участвующих (локально или глобально) в консенсусе, а также процессы (конкурентные или кооперативные), участвующие в достижении консенсуса:
- Конкурентный;
- Кооператив;
- Местный;
- Глобальный.

#### Конкуренция против сотрудничества
Лежащие в основе процессы спонтанного консенсуса можно рассматривать либо как сотрудничество между индивидами, пытающимися координировать свои действия посредством своих взаимодействий, либо как конкуренцию между альтернативами или вариантами, которые необходимо принять. В зависимости от динамики вовлеченных лиц, а также контекста альтернатив, рассматриваемых для достижения консенсуса, процесс может быть полностью кооперативным, полностью конкурентным или сочетанием того и другого.

#### Локальное по сравнению с глобальным
Различие между локальным и глобальным консенсусом можно рассматривать с точки зрения социальной структуры, лежащей в основе сети людей, участвующих в процессе достижения консенсуса. Локальный консенсус возникает, когда существует согласие между группами соседних узлов, в то время как глобальный консенсус относится к состоянию, в котором большинство населения достигло соглашения. Как и почему достигается консенсус, зависит как от структуры социальной сети отдельных лиц, так и от наличия (или отсутствия) централизованных институтов.

### Механизмы равновесия
Существует множество механизмов (социальных и психологических), которые были определены для того, чтобы лежать в основе процесса достижения консенсуса. Они использовались как для объяснения возникновения спонтанного консенсуса, так и для понимания того, как способствовать равновесию между отдельными людьми, и могут быть сгруппированы в соответствии с их ролью в этом процессе.
- Содействие достижению равновесия
  - Связь[16]
  - Наказание девиантов[17]
  - Положительные выплаты[18]
  - Смещение соответствия[19]
- Выбор альтернатив
  - Логическое размышление[20]
  - Психологические и общие предубеждения[18]
  - Шанс (когда все альтернативы эквивалентны)[21]

### Методы и приемы
В связи с междисциплинарным характером как механизмов, так и применения спонтанного консенсуса, было разработано множество методов для изучения возникновения и эволюции спонтанного сотрудничества. Два из наиболее широко используемых-теория игр и анализ социальных сетей.

#### Теория игр
Традиционно теория игр использовалась для изучения антагонистических игр, но была распространена на множество различных типов игр. К изучению спонтанного консенсуса имеют отношение кооперативные и некооперативные игры. Поскольку консенсус должен быть достигнут без присутствия какого-либо внешнего авторитетного учреждения, чтобы его можно было считать спонтанным, некооперативные игры и равновесие Нэша были доминирующей парадигмой для изучения его возникновения.
В контексте некооперативных игр консенсус — это формальное равновесие Нэша, к которому стремятся все игроки посредством самоподдерживающихся союзов или соглашений.

#### Анализ социальных сетей
Альтернативным подходом к изучению возникновения спонтанного консенсуса, который позволяет избежать многих неестественных или чрезмерно ограниченных допущений теоретико—игровых моделей, является использование сетевых методов и анализа социальных сетей. Эти модели теоретически основаны на механизме коммуникации содействия консенсусу и описывают его возникновение в результате процессов распространения информации в сети (поведенческое заражение). Благодаря распространению влияния (и идей) между агентами, участвующими в консенсусе, может возникнуть локальный и глобальный консенсус, если агенты в сети достигнут общего состояния равновесия. Используя эту модель консенсуса, исследователи показали, что влияние местных коллег может быть использовано для достижения глобального консенсуса и сотрудничества во всей сети. Хотя было показано, что эта модель консенсуса и сотрудничества успешна в определённых контекстах, исследования показывают, что коммуникация и социальное влияние не могут быть полностью охвачены простыми моделями заражения, и, как таковая, основанная на чистом заражении модель консенсуса может иметь пределы.